# Alexandre Torquet
Alexandre Torquet, né le 2 février 1939 au Havre, est un écrivain français, auteur de roman policier et de roman historique.

## Biographie
En 2002, il est lauréat du Grand prix Paul-Féval de littérature populaire pour La Princesse au Cobra.

## Œuvre

### Romans

#### Trilogie
- Les Sultanes de Bonaparte, Éditions Albin Michel, coll. « Les Grands Romans historiques » (1998)  (ISBN 2-226-10063-6), réédition Le Grand Livre du mois (1998)  (ISBN 2-7028-1936-2), réédition LGF, coll. « Le Livre de poche » no 14938 (2000)  (ISBN 2-253-14938-1)
- Le Royaume de Bérénice, Éditions Albin Michel, coll. « Les Grands Romans historiques » (1999)  (ISBN 2-226-10910-2), réédition Éditions de la Seine, coll. « Succès du livre » (2002)  (ISBN 2-7382-1595-5), réédition Le Grand Livre du mois (2002)  (ISBN 2-7028-7217-4)
- La Princesse au Cobra, Éditions Albin Michel, coll. « Les Grands Romans historiques » (2001)  (ISBN 2-226-12625-2), réédition LGF, coll. « Le Livre de poche » no 15492 (2003)  (ISBN 2-253-15492-X)

#### Autres romans
- Les Trois Noces d'Anastasia, Éditions Albin Michel (1989)  (ISBN 2-226-03654-7)
- Ombre de soie, Éditions Albin Michel (1991)  (ISBN 2-226-05225-9), réédition Pocket, coll. « Presses-Pocket » no 4076 (1992)  (ISBN 2-266-05031-1)
- Le Prince eunuque, Éditions Albin Michel (1994)  (ISBN 2-226-06804-X)
- Le Matin des femmes, Éditions Albin Michel (1997)  (ISBN 2-226-09219-6)
- La Prophétie d'Alexandrie, Éditions Albin Michel (2005)  (ISBN 2-226-15974-6)
- Les Venins de la rose, Éditions Albin Michel (2007)  (ISBN 978-2-226-18099-5), réédition Le Grand Livre du mois (2007)  (ISBN 978-2-286-03866-3)
- La Perruque du tsar Pierre, Éditions Édilivre (2013)  (ISBN 978-2-332-59897-4)

## Prix et récompenses

### Prix
Grand prix Paul-Féval de littérature populaire 2002 pour La Princesse au Cobra